# Opisthodrilus borelli
Opisthodrilus borelli är en ringmaskart som beskrevs av Karel Rosa 1895. Opisthodrilus borelli ingår i släktet Opisthodrilus och familjen Glossoscolecidae. Inga underarter finns listade i Catalogue of Life.